# Mowgli: Legenda dżungli
Mowgli: Legenda dżungli (ang. Mowgli: Legend of the Jungle) – amerykańsko-brytyjski film przygodowy z 2018 roku w reżyserii Andy’ego Serkisa, stworzony na podstawie powieści Księga dżungli Rudyarda Kiplinga.
Początkowo film miał mieć swoją premierę w październiku 2016 roku, ale w grudniu 2014 roku wytwórnia Warner Bros. przesunęła premierę na rok później. W kwietniu 2016 roku, tuż przed premierą filmu Księga dżungli, premiera została przesunięta na 19 października 2018 roku. W lipcu 2018 roku potwierdzono, że platforma Netflix kupiła od Warner Bros. prawa dystrybucji filmu.
Film miał swoją premierę 25 listopada 2018 w Mumbaju. Film został potem wyemitowany 7 grudnia 2018 roku na platformie Netflix we wszystkich krajach świata, włącznie z Polską.
Film otrzymał mieszane oceny od krytyków. Serwis Rotten Tomatoes przyznał mu wynik 52%.

## Fabuła
Film opowiada o przygodach ludzkiego chłopca Mowgliego, który wychował się w dżungli i wśród zwierząt. Chłopiec przyjaźni się z niedźwiedziem Baloo i panterą Bagheerą, i jest akceptowany przez wszystkie zwierzęta w dżungli, oprócz przerażającego tygrysa Shere Khana. Kiedy Mowgli w końcu staje twarz w twarz ze swoimi ludzkimi pobratymcami, okazuje się, że jeszcze większe niebezpieczeństwa mogą czaić się w dżungli.

## Obsada
| Postać                                                                       | Aktor                  | Polski dubbing       |
| ---------------------------------------------------------------------------- | ---------------------- | -------------------- |
| Mowgli                                                                       | Rohan Chand            | Karol Kwiatkowski    |
| John Lockwood                                                                | Matthew Rhys           | Waldemar Barwiński   |
| Messua                                                                       | Freida Pinto           | Nieznana aktorka     |
| Baloo                                                                        | Andy Serkis            | Jarosław Boberek     |
| Bagheera                                                                     | Christian Bale         | Zbigniew Zamachowski |
| Shere Khan                                                                   | Benedict Cumberbatch   | Robert Jarociński    |
| Nisha                                                                        | Naomie Harris          | Agnieszka Kunikowska |
| Kaa                                                                          | Cate Blanchett         | Agata Kulesza        |
| Akela                                                                        | Peter Mullan           | Jerzy Stuhr          |
| Tabaqui                                                                      | Tom Hollander          | Mirosław Wieprzewski |
| Brat Wilk                                                                    | Jack Reynor            | Karol Dziuba         |
| Vihaan                                                                       | Eddie Marsan           | Miłogost Reczek      |
| Bhoot                                                                        | Louis Ashbourne Serkis | Borys Wiciński       |
| Wersja polska: Joanna Węgrzynowska (reżyseria), Tomasz Robaczewski (dialogi) |                        |                      |